# Rahat
Rahat (hebräisch רַהַט, arabisch رهط ‚Ruhe, Zufriedenheit‘) ist eine Stadt in Israel. 2018 hatte sie 69.032 Einwohner. Die Bevölkerung von Rahat besteht fast ausschließlich aus Beduinen und ist insgesamt sehr jung: 2001 waren 65,2 % jünger als 20 Jahre, weitere 15,8 % jünger als 30 Jahre. Das Bevölkerungswachstum betrug 2001 5,9 %. Rahat ist die größte arabische Stadt Israels.

## Lage
Rahat befindet sich 12 Kilometer nördlich von Beʾer Scheva in der Wüste Negev.

## Geschichte
Rahat wurde Anfang der 1970er Jahre gegründet und erhielt 1994 den Status einer Stadt.
2019 wurde mit der Moschee bei Rahat aus dem 7. oder 8. Jahrhundert eine der ältesten Moscheen des Islam im heutigen Israel entdeckt. Die Moschee stammt aus einer Zeit des kulturellen und religiösen Wandels während des Übergangs von der byzantinischen zur islamischen Zeit. In der Nähe des Fundortes entdeckten die Forscher weitere Einrichtungen der frühen islamischen Landwirtschaft, darunter ein großes Bauernhaus. Auf dem Gelände soll ein neues Stadtviertel entstehen.
2024 wurden die Ausgrabungen erweitert und dabei eine große Kirche aus byzantinischer Zeit entdeckt, an deren erhaltenen unteren Wandfragmenten zahlreiche Schiffsgraffiti gefunden wurden.

## Einwohner
Die Einwohner der Stadt sind zu 100 % Muslime. Die Geburtenrate ist eine der höchsten der Welt. 2016 hatte Rahat 64.462 Einwohner.